# Izolda
Izolda – imię żeńskie pochodzenia celtyckiego lub germańskiego. Wywodzi się najprawdopodobniej z walijskiego Essylt oznaczającego „piękna”. Według legendy nosiła to imię irlandzka księżniczka, kochanka Tristana, zaręczona królowi Kornwalii Markowi. Możliwe jednak, że imię pochodzi z staro-wysoko-niemieckiego isan „żelazo” i waltan „rządzić, panować”.
W Polsce imię to zapisano już w XIV wieku, najpierw w formie Izalda, potem Izolda. W roku 2001 miało tak na imię 516 Polek, najczęściej urodzonych w latach 60. i 70. XX wieku.
Izolda imieniny obchodzi: 6 kwietnia i 15 czerwca.
Odpowiedniki w innych językach: ang. Isolda, Isolde, Iseut, Ysolda, Yseult.

## Znane osoby noszące to imię
- Izolda Izwicka, radziecka aktorka filmowa
- Izolda Kiec, polska literaturoznawczyni, teatrolożka
- Isolde Kostner, włoska narciarka alpejska
- Izolda Kowalska-Kiryluk, polska działaczka KZMP, MOPR, KPP, PPR
- Izolda Wojciechowska, polska aktorka